# Sannai-Maruyama
Sannai-Maruyama (jap. 三内丸山遺跡 Sannai-Maruyama-iseki) – stanowisko archeologiczne na wyspie Honsiu w Japonii, w prefekturze Aomori.

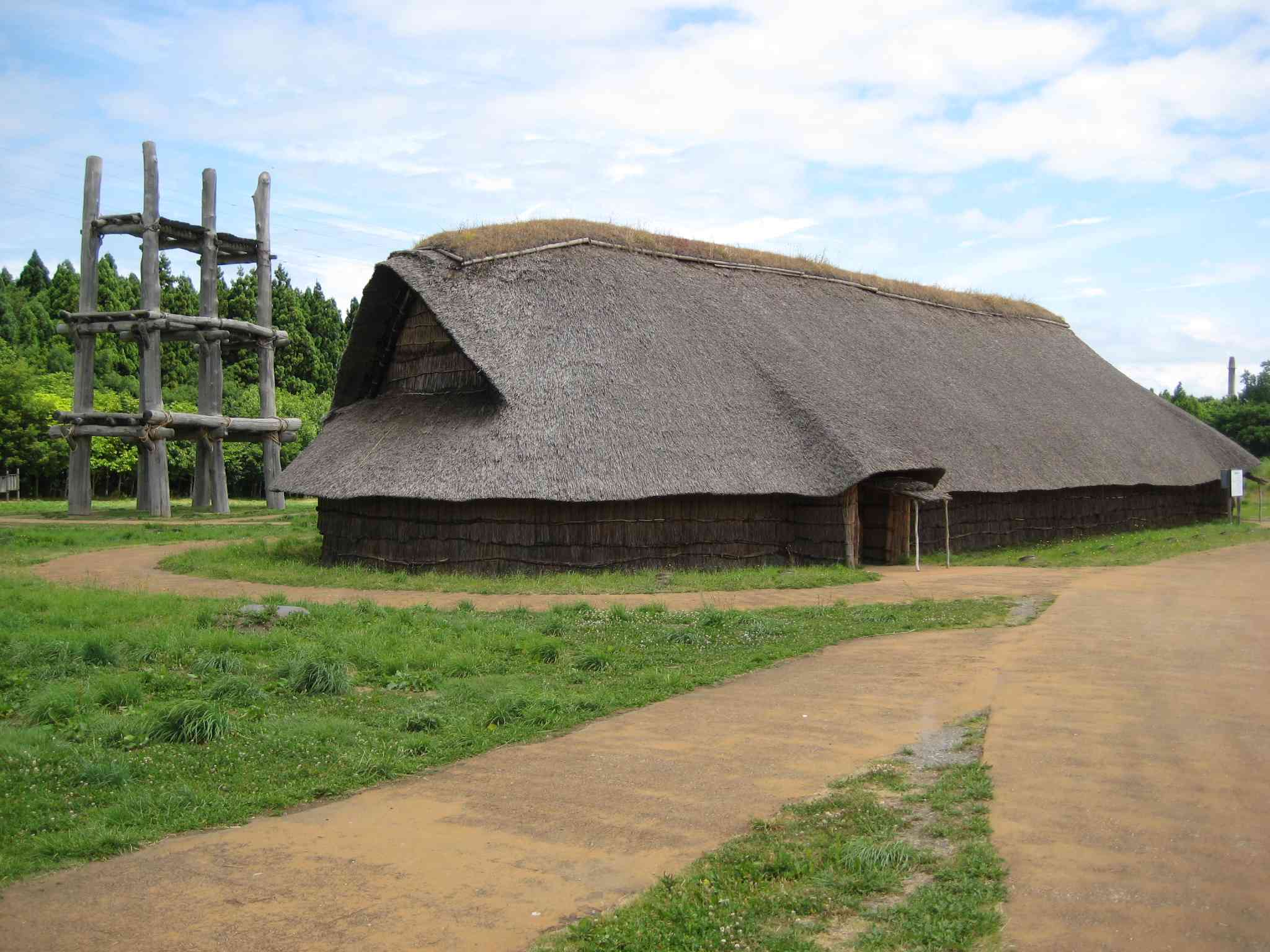
Rekonstrukcja domostwa w Sannai-Maruyama

Odkryta w 1992 roku neolityczna osada z okresu Jōmon istniała od ok. 3500 p.n.e. do ok. 2500 p.n.e. W okresie największej świetności liczyła ponad 500 mieszkańców. Osada była wyraźnie podzielona na część mieszkalną, cmentarzyska (oddzielne dla dzieci i dorosłych) oraz wysypiska śmieci. W części mieszkalnej odkryto pozostałości kilkuset domostw wgłębionych w ziemię (półziemianek) i kilkudziesięciu budowli magazynowych wzniesionych na palach. Podczas wykopalisk w Sannai-Maruyama odnalezione zostały liczne artefakty, m.in. narzędzia z kamienia, rogu i muszli, figurki dogū oraz naczynia i ozdoby z drewna i ceramiki, niekiedy pokryte laką. Mieszkańcy trudnili się zbieractwem, myślistwem i rybołówstwem (ówczesna linia brzegowa znajdowała się w odległości ok. 500–1000 m od osady). Odkryto także zaczątki uprawy roślin.